# (38643) 2000 NZ19
2000 NZ19 (asteroide 38643) é um asteroide da cintura principal. Possui uma excentricidade de 0.12695480 e uma inclinação de 3.73345º.
Este asteroide foi descoberto no dia 5 de julho de 2000 por LONEOS em Anderson Mesa.